# Mecopelidnota dewynteri
Mecopelidnota dewynteri är en skalbaggsart som beskrevs av Soula 2008. Mecopelidnota dewynteri ingår i släktet Mecopelidnota och familjen Rutelidae. Inga underarter finns listade i Catalogue of Life.